# Le Pacte mystérieux
Série Mostly Ghostly
Max et la crypte des revenants : Ma fiancée est un fantôme
(2014)
Pour plus de détails, voir Fiche technique et Distribution.
Le Pacte mystérieux, ou Max contre les forces du mal lors de sa diffusion télévisée et Surtout fantomatique au Québec, (Mostly Ghostly) est un film américain réalisé par Richard Correll, sorti en 2008.

## Synopsis
Max est un jeune garçon de 11 ans. Il aime la magie et déteste le sport. Il est également amoureux de Tracy, la fille la plus populaire de l’école, mais n’ose pas le lui avouer. 
Il cache un autre secret : il est le seul à pouvoir communiquer avec les fantômes qui hantent sa maison. Ces deux esprits lui proposent un pacte : Max doit les aider à résoudre le mystère de la disparition de leurs parents et vaincre un cruel vampire ; en contrepartie les fantômes s’engagent à le rendre populaire au collège.

## Fiche technique
- Titre : Le Pacte mystérieux
- Titre alternatif français : Max contre les forces du mal (télévision)
- Titre original : Mostly Ghostly
- Titre québécois : Surtout fantomatique
- Réalisation : Richard Correll
- Scénario : Richard Correll et Pat Proft
- Musique : Peter Neff
- Genre : comédie, famille, fantastique, épouvante-horreur
- Production : Yvonne Bernard, Arthur Cohen, P. Jayakumar et Steven Stabler
- Format : en couleurs
- Durée : 93 minutes (DVD)
- Dates de sortie :
  - États-Unis : Première : 30 septembre 2008 en DVD
  - États-Unis : 11 octobre 2008 sur Disney Channel US
  - France : 2 juin 2009

## Distribution
- Madison Pettis : Tara
- Sterling Beaumon : Max Doyle
- Luke Benward : Nicky
- Brian Stepanek : Phears
- David Deluise : John Doyle
- Kim Rhodes : Harriett Doyle
- Adam Hicks : Colin Doyle
- Ali Lohan : Traci
- Sabrina Bryan : Madame Murray